# Министериал
Министериал (на латински: ministeriales, на латински: ministerium – служба, длъжност) е вид рицар в средновековна Европа (основно в Германия). Това са представители на дребното рицарство, притежаващи неголеми земни участъци, служители на краля или на едър феодал. Тези участъци не са ленни владения, а министериалите не са васали в строгия смисъл. Правото на министериалите на владение възниква въз основата на заемане на определена длъжност или служба у господаря – военна, административна или стопанска. Тези рицари-слуги са задължени да плащат на господаря такса за унаследяване, за да могат да предадат владението на децата си. Когато броят на министериалите нараства, господарите вече не са в състояние нито да извличат полза от владенията си, нито да набират войници и това става причина за слабостта на германските князе